# Самозаймання фрезерного торфу
Самозаймання фрезерного торфу (рос. самовозгорание фрезерного торфа; англ. self-ignition of milled peat; нім. Selbstentzündung von Frästorf) — процес підвищення температури з наступним самозайманням фрезерного торфу, викликаний окиснювальними процесами.
Відбувається при тривалому зберіганні торфу в канавах і штабелях. Самозаймання починається через 30–40 днів після збирання торфу і протікає як поступове збільшення температури всередині торфової маси — на 0,5–4,5 °C щоденно в залежності від виду торфу. При досягненні 60–75 °C рівномірне підвищення температури припиняється і починається т. зв. період «пульсації температури», під час якого температура фрезерного торфу коливається на 5–10 °С навколо якогось середнього значення. Максимальна температура, яка розвивається під час самозаймання становить 72–90 °C. Пульсація температури триває 3–8 місяців, під час яких в шарі торфу виникає прошарок специфічної речовини, яка нагадує напівкокс. Останній відрізняється низькою вологістю (4–12 %), малою вологоємністю і підвищеним (на 1,5–3 %) вмістом вуглецю. Наявність в штабелі торфу «напівкоксу» є головним фактором, який сприяє переходу від стадії саморозігрівання до стадії власне самозаймання. При проникненні у штабель повітря і контакті його з «напівкоксом» останній самозаймається, що дає початок самозаймання фрезерного торфу.
Заходи запобігання самозаймання фрезерного торфу включають:
- покриття шару торфу ізоляцією з сирої фрезерної крихти товщиною 30–40 см;
- систематичний температурний контроль;
- видалення осередків самозапалення зі штабелів і заповнення ям сирим фрезерним торфом і наступним його трамбуванням.